# Puntius vittatus
Puntius vittatus è un pesce osseo d'acqua dolce appartenente alla famiglia Cyprinidae, un tempo classificato nel genere Barbus.

## Distribuzione e habitat
Asia meridionale, in corsi d'acqua del Pakistan, dell'India e dello Sri Lanka. Vive nelle acque ferme del piano ed è comune nelle risaie. Ha una certa tolleranza all'acqua slmastra.

## Descrizione
La taglia massima è di circa 5 cm.

## Alimentazione
Si nutre principalmente di alghe.

## Acquariofilia
Comunemente allevato in acquario.

## Conservazione
La specie non è attualmente minacciata. Potenziali minacce future sono l'alterazione dell'habitat, la cattura per il mercato acquariofilo e l'introduzione di specie aliene.